# (524435) 2002 CY248
(524435) 2002 CY248 est un objet transneptunien. Au moment de sa découverte, Michael E. Brown voyait en cet objet une planète naine potentielle, mais son diamètre a été revu à la baisse.